# Therasburg (Herrschaft)
Die Herrschaft Therasburg war eine Grundherrschaft im Viertel ober dem Manhartsberg im Erzherzogtum Österreich unter der Enns, dem heutigen Niederösterreich.

## Ausdehnung
Die Herrschaft Therasburg umfasste zuletzt die Ortsobrigkeit über Theras und Röhrawiesen. Der Sitz der Verwaltung befand sich im Schloss Therasburg und zwischen 1674 und 1827 im Sitze der Freiherrn von Gilleis im Schloss Kattau.

## Geschichte
Die Universität Wien listet ein Dekret vom 7. Mai 1785 betreffend der Bewilligung zur Durchführung einer Almosensammlung für die Opfer des Brandes in der Herrschaft Kattau und Therasburg. 1834 erhält Oberbeamter Joseph Schmeidl der Herrschaft Therasburg für Verdienste um den Bau der neuen Komerzialstrasse Krems Znaim die goldene Zivil-Ehrenmedaille.
Der letzte Inhaber des gräflich Hardegg’schen Mannslehens war Hermann Eduard Graf von Attems-Heiligenkreuz, bevor die Herrschaft nach den Reformen 1848/1849 aufgelöst wurde.
Die Herrschaftsmühle, rechts am Therasburgerbach, in Therasburg war im langjährigen Besitze der Mühlerfamilie Schuh.